# Vilém Blodek
Vilém František Blodek (właśc. Vilém František Plodek, ur. 3 października 1834 w Pradze, zm. 1 maja 1874 tamże) – czeski kompozytor i flecista.

## Życiorys
W latach 1846–1852 studiował w konserwatorium w Pradze, gdzie uczył się gry na flecie u Antonína Eisera, kompozycji u Johanna Kittla i gry na fortepianie u Alexandra Dreyschocka. Od 1853 do 1855 roku przebywał w Galicji, gdzie uczył muzyki w posiadłości ziemianina Ludwika Zielińskiego w Lubyczy Królewskiej. Po powrocie do Pragi poświęcił się komponowaniu, działał także jako dyrygent, pedagog i chórmistrz. W latach 1860–1871 uczył gry na flecie w praskim konserwatorium. Ze względu na pogarszający się stan zdrowia psychicznego w 1871 roku został umieszczony w zakładzie dla obłąkanych.
Skomponował m.in. trzy uwertury (1850, 1854, 1860), Koncert fletowy D-dur (1862), Symfonię d-moll (1866), dwie msze (1853, 1865), ponadto utwory na fortepian, pieśni solowe i na chór mieszany. Napisał także, cieszącą się wielkim powodzeniem, jednoaktową operę komiczną V studni (wystawiona w Pradze w 1867 r.). Druga opera Blodka, Zítek, pozostała niedokończona i doczekała się swojej premiery dopiero w 1934 roku.
Opera V studni jest nadal wystawiana i została doceniona także za granicą. Bywa porównywana do Sprzedanej narzeczonej Bedřicha Smetany.